# 8850 Bignonia
8850 Bignonia este un asteroid din centura principală de asteroizi.

## Descriere
8850 Bignonia este un asteroid din centura principală de asteroizi. A fost descoperit pe 15 noiembrie 1990 la Observatorul La Silla de Eric Walter Elst. El prezintă o orbită caracterizată de o semiaxă mare de 2,99 ua, o excentricitate de 0,09 și o înclinație de 10,6° în raport cu ecliptica.